# Мальклес, Луиз Ноэль
Луи́з Ноэ́ль Малькле́с (фр. Louise-Noëlle Malclès; 20 сентября 1899, Константинополь, Османская империя — 27 марта 1977, Авиньон, Франция) — французский библиотекарь, библиографовед и преподавательница.

## Биография
Родилась 20 сентября 1899 года в Константинополе. Высшее образование получила во Франции в университете Клермон-Ферран. В 1931 году была принята на работу в библиотеку Сорбонны в качестве библиотекаря, а чуть позже была избрана на должность главного её хранителя. В 1933 году была принята на работу преподавателем библиографии в некоем университете, который специализировался в области библиотековедения[уточнить].
Скончалась 27 марта 1977 года в Авиньоне.

## Научные работы
Основные научные работы посвящены университетской библиографии. Автор ряда научных работ; печаталась начиная с 1930-х годов, наиболее активно публиковалась в 1950-е и 1960-е годы.
- 1950 : Les Sources du travail bibliographique
- 1954 : Cours de bibliographie
- 1960 : La Bibliographie
- 1970 : Manuel de bibliographie